# Đa Minh Phạm Trọng Khảm
Đa Minh Phạm Trọng Khảm (1780 - 1859) là một thánh tử đạo người Việt Nam của Giáo hội Công giáo Rôma.

## Tiểu sử
Đa Minh Phạm Trọng Khảm sinh tại làng Quần Cống, xã Trà Lũ, phủ Xuân Trường, nay thuộc xã Thọ Nghiệp, huyện Xuân Trường, tỉnh Nam Định, thuộc giáo phận Bùi Chu vào năm 1780. Ông là con trưởng của ông bà Phạm Tri Khiêm, là một gia đình Công giáo giàu có và có danh tiếng. Ông là một trong bảy người con trong gia đình, được đào tạo theo tinh thần Công giáo.
Năm 18 tuổi, cậu Đa Minh Phạm Trọng Khảm thành hôn với cô Agnès Phượng cùng là người làng Quần Cống. Hai người sống gương mẫu và tiếp tục đào tạo con cái theo tinh thần Công giáo. Người con trai lớn của ông sau này làm Chánh tổng Luca Phạm Trọng Thìn cũng tử đạo. Ngoài ra, ông còn có ba con gái. Do có nền tảng giáo dục tốt, cậu Khảm học hành đỗ đạt và làm chánh án.
Quan Khảm được lòng mọi người và thường kín đáo, khéo léo hỗ trợ các giáo sĩ Công giáo thực hiện các việc mục vụ. Nhận được tin quân tỉnh Nam Định tiến về làng, ông khích lệ giáo dân trung thành với đạo Công giáo. Sau khi quân lính ép buộc bỏ đạo không thành, chánh án Khảm cùng một số giáo dân không chịu bỏ đạo bị giải về tỉnh Nam Định.
Tại đây, họ gặp Giám mục Sampedro Xuyên đã bị bắt trước đó tại Kiên Lao và đang bị giam giữ. Giám mục Xuyên khuyên các tín đồ kiên trì để được tử đạo. Sau đó, tất cả mọi người trừ chánh án Khảm bị đưa vào nhà giam. Sau khi thẩm vấn nhưng không thể khai thác thông tin về các giáo sĩ Công giáo, Tổng đốc Nam Định chiêu dụ Phạm Trọng Khảm bỏ đạo nhưng bất thành.
Do chánh án Phạm Trọng Khảm đã 80 tuổi, ông không bị bỏ đói, nhịn khát và đeo xiềng xích. Sau bốn tháng thuyết phục bất thành, quan tuyên án tử hình Phạm Trọng Khảm.
Ngày 13 tháng 1 năm 1859, ông Phạm Trọng Khảm bị giải ra pháp trường. Do đã kiệt sức trước đó, ông được đặt nằm trên chiếu và bị xiết cổ đến chết. Sau khi chết, thi hài Phạm Trọng Khảm bị quân lính đốt cháy tay chân và mặt. Sau khi thi hành án tử, thân nhân và tín đồ xin thi hài về an táng tại nhà thờ Đức Mẹ Mân Côi ở giáo xứ Quần Cống, thuộc giáo phận Bùi Chu.
Giáo hoàng Piô XII đã tôn phong Đa Minh Phạm Trọng Khảm vào hàng ngũ Chân Phước ngày 29 tháng 4 năm 1951 và Giáo hoàng Gioan Phaolô II tôn phong hiển thánh của Giáo hội Công giáo Rôma vào ngày 19 tháng 6 năm 1988.